# Campionati del mondo di atletica leggera indoor 2016 - 60 metri ostacoli maschili
Ai campionati del mondo di atletica leggera indoor 2016 la specialità dei 60 metri ostacoli maschili si è svolta nei giorni 19 e 20 marzo 2016 presso l'Oregon Convention Center di Portland, nello Stato federato dell'Oregon negli Stati Uniti d'America.
Sono partiti 27 dei 28 atleti qualificati.

## Risultati

### Batterie
Si qualificano alle semifinali i primi 2 di ogni batteria più i migliori 2 tempi.
| Class | Batterie | Nome                    | Nazione                 | Tempo | Note                          |
| ----- | -------- | ----------------------- | ----------------------- | ----- | ----------------------------- |
| 1     | 4        | Pascal Martinot-Lagarde | Francia                 | 7.48  | Q                             |
| 2     | 2        | Omar McLeod             | Giamaica                | 7.58  | Q                             |
| 2     | 3        | Dimitri Bascou          | Francia                 | 7.58  | Q                             |
| 4     | 1        | Eddie Lovett            | Isole Vergini Americane | 7.63  | Q,                            |
| 5     | 1        | Jarret Eaton            | Stati Uniti             | 7.66  | Q                             |
| 6     | 4        | Spencer Adams           | Stati Uniti             | 7.68  | Q                             |
| 7     | 4        | Shane Brathwaite        | Barbados                | 7.68  | Q                             |
| 8     | 2        | Yordan O'Farrill        | Cuba                    | 7.69  | Q                             |
| 8     | 3        | Yidiel Contreras        | Spagna                  | 7.69  | Q                             |
| 10    | 4        | Mikel Thomas            | Trinidad e Tobago       | 7.72  | q                             |
| 11    | 1        | Balázs Baji             | Ungheria                | 7.73  | Q                             |
| 12    | 2        | Andreas Martinsen       | Danimarca               | 7.74  | Q                             |
| 13    | 2        | Lawrence Clarke         | Gran Bretagna           | 7.74  | q                             |
| 14    | 3        | Xie Wenjun              | Cina                    | 7.74  | Q                             |
| 14    | 3        | Konstadinos Douvalidis  | Grecia                  | 7.74  | Q                             |
| 16    | 3        | Fábio dos Santos        | Brasile                 | 7.76  | q                             |
| 17    | 1        | Antonio Alkana          | Sudafrica               | 7.76  | Miglior prestazione personale |
| 18    | 4        | Jhoanis Portilla        | Cuba                    | 7.77  |                               |
| 19    | 4        | Serhiy Kopanayko        | Ucraina                 | 7.77  |                               |
| 20    | 2        | Maksim Lynsha           | Bielorussia             | 7.77  |                               |
| 21    | 2        | Dominik Bochenek        | Polonia                 | 7.86  |                               |
| 22    | 2        | Brahian Peña            | Svizzera                | 7.87  |                               |
| 23    | 1        | Martin Vogel            | Germania                | 7.91  |                               |
| 24    | 1        | Artem Shamatryn         | Ucraina                 | 7.95  |                               |
| 25    | 2        | João Vitor de Oliveira  | Brasile                 | 7.99  |                               |
| 26    | 3        | Moussa Dembélé          | Senegal                 | 7.99  |                               |
| 27    | 4        | Namataiki Tevenino      | Polinesia francese      | 8.84  |                               |
|       | 3        | Amir Shaker             | Iraq                    | dns   |                               |

### Semifinali
I primi 4 di ogni semifinale si qualificano alla finale.
| Class. | Batteria | Nome                    | Nazione                 | Tempo | Note |
| ------ | -------- | ----------------------- | ----------------------- | ----- | ---- |
| 1      | 1        | Pascal Martinot-Lagarde | Francia                 | 7.52  | Q    |
| 2      | 2        | Omar McLeod             | Giamaica                | 7.52  | Q    |
| 3      | 1        | Jarret Eaton            | Stati Uniti             | 7.52  | Q,   |
| 4      | 2        | Dimitri Bascou          | Francia                 | 7.63  | Q    |
| 5      | 1        | Shane Brathwaite        | Barbados                | 7.64  | Q,   |
| 6      | 2        | Balázs Baji             | Ungheria                | 7.64  | Q    |
| 7      | 2        | Spencer Adams           | Stati Uniti             | 7.65  | Q    |
| 8      | 2        | Yordan O'Farrill        | Cuba                    | 7.67  |      |
| 9      | 2        | Lawrence Clarke         | Gran Bretagna           | 7.69  |      |
| 10     | 1        | Eddie Lovett            | Isole Vergini Americane | 7.69  | Q    |
| 11     | 1        | Yidiel Contreras        | Spagna                  | 7.71  |      |
| 12     | 2        | Mikel Thomas            | Trinidad e Tobago       | 7.72  |      |
| 13     | 2        | Andreas Martinsen       | Danimarca               | 7.75  |      |
| 14     | 1        | Fábio dos Santos        | Brasile                 | 7.76  |      |
| 15     | 1        | Konstadinos Douvalidis  | Grecia                  | 7.79  |      |
| 16     | 1        | Xie Wenjun              | Cina                    | 7.90  |      |

### Finale
Finale disputata il 20 marzo alle 14:40.
| Class | Corsia | Nome                    | Nazione                 | Tempo | Note                                     |
| ----- | ------ | ----------------------- | ----------------------- | ----- | ---------------------------------------- |
| 1     | 5      | Omar McLeod             | Giamaica                | 7.41  | WL                                       |
| 2     | 4      | Pascal Martinot-Lagarde | Francia                 | 7.46  | Miglior prestazione personale stagionale |
| 3     | 6      | Dimitri Bascou          | Francia                 | 7.48  |                                          |
| 4     | 3      | Jarret Eaton            | Stati Uniti             | 7.50  | Miglior prestazione personale stagionale |
| 5     | 1      | Spencer Adams           | Stati Uniti             | 7.64  |                                          |
| 6     | 7      | Balázs Baji             | Ungheria                | 7.65  |                                          |
| 7     | 2      | Eddie Lovett            | Isole Vergini Americane | 7.75  |                                          |
| 8     | 8      | Shane Brathwaite        | Barbados                | 7.88  |                                          |